# Coma de Son Torrella
La coma de Son Torrella és una coma que es troba entre els 975 i els 800 m d'altitud i que pertany al terme municipal d'Escorca, a Mallorca.

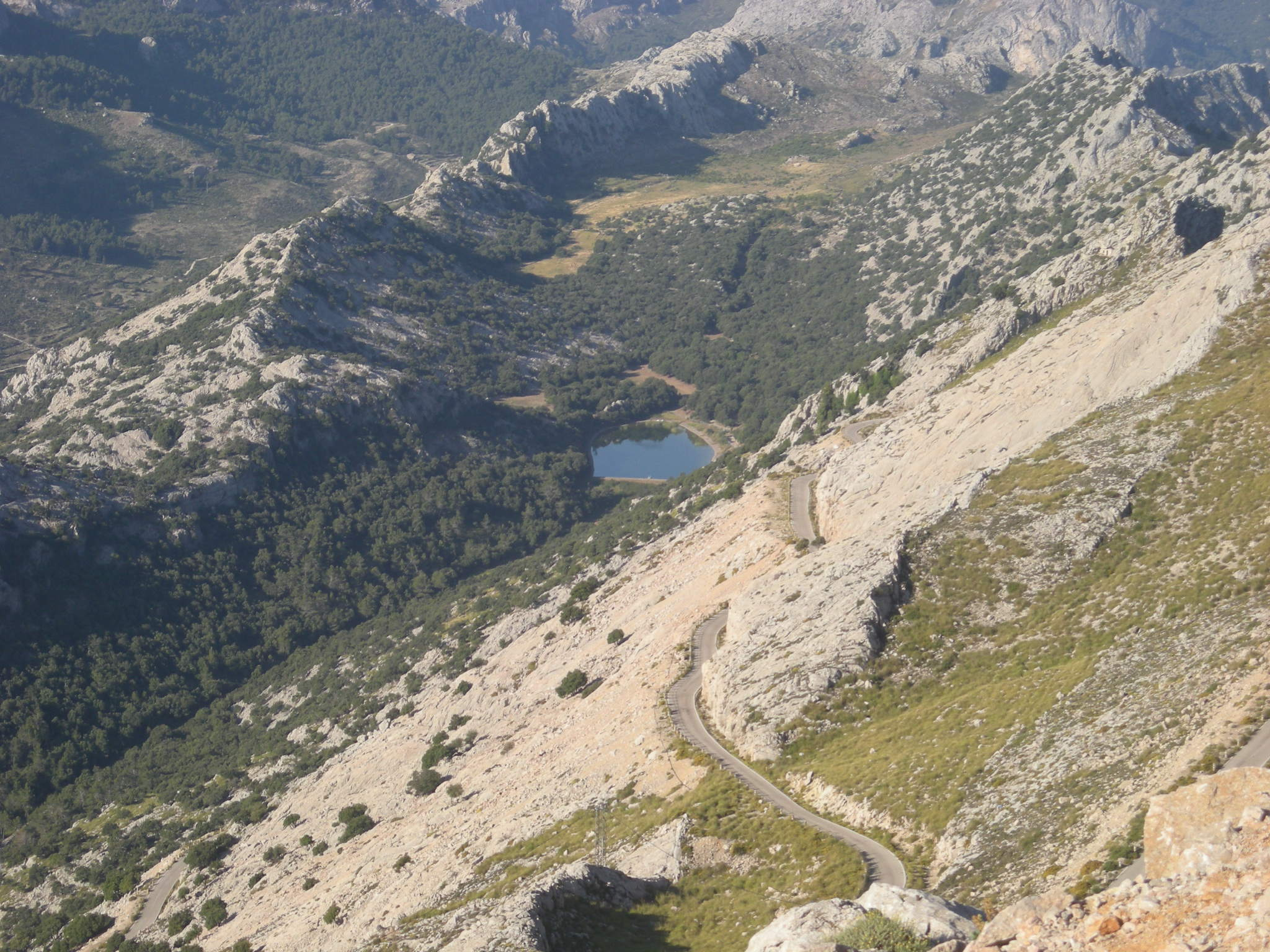
Coma de Son Torrella

Té forma allargada i discorre entre la Serra de Cúber i la Serra de Son Torrella. Rep el nom de la possessió de Son Torrella, que es troba al peu del Puig Major.